# Canadian Open 2015 - Qualificazioni singolare femminile
Le qualificazioni del singolare femminile della Canadian Open 2015 sono state un torneo di tennis preliminare per accedere alla fase finale della manifestazione. Le vincitrici dell'ultimo turno sono entrate di diritto nel tabellone principale. In caso di ritiro di una o più giocatrici aventi diritto a queste sono subentrati le lucky loser, ossia le giocatrici che hanno perso nell'ultimo turno ma che avevano una classifica più alta rispetto alle altre partecipanti che avevano comunque perso nel turno finale.

## Teste di serie
1. Coco Vandeweghe (entrata nel tabellone principale)
2. Magdaléna Rybáriková (primo turno)
3. Mirjana Lučić-Baroni (qualificata)
4. Lesja Curenko (qualificata)
5. Carina Witthöft (qualificata)
6. Heather Watson (qualificata)
7. Lucie Hradecká (primo turno)
8. Julia Görges (ultimo turno)
9. Casey Dellacqua (ultimo turno)
10. Mona Barthel (ultimo turno)
11. Aleksandra Krunić (primo turno)
12. Ajla Tomljanović (ultimo turno)
13. Julija Putinceva (primo turno, ritirata)

1. Polona Hercog (qualificata)
2. Lara Arruabarrena (ultimo turno)
3. Jarmila Gajdošová (ultimo turno)
4. Irina Falconi (qualificata)
5. Ol'ga Govorcova (qualificata)
6. Urszula Radwańska (primo turno)
7. Tímea Babos (primo turno)
8. Lauren Davis (primo turno)
9. Ana Konjuh (primo turno)
10. Mariana Duque Mariño (qualificata)
11. Magda Linette (ultimo turno)
12. Yanina Wickmayer (qualificata)

## Qualificate
1. Polona Hercog
2. Mónica Puig
3. Mirjana Lučić-Baroni
4. Lesja Curenko
5. Carina Witthöft
6. Heather Watson

1. Mariana Duque Mariño
2. Yanina Wickmayer
3. Misaki Doi
4. Anna Tatišvili
5. Ol'ga Govorcova
6. Irina Falconi

## Lucky Loser
1. Julia Görges

## Tabellone

### Legenda
| - Q = Qualificato - WC = Wild card - LL = Lucky loser | - ALT = Alternate - SE = Special Exempt - PR = Protected Ranking | - w/o = Walkover - r = Ritirato - d = Squalificato |

### Sezione 1
|  | Primo turno | Primo turno      | Primo turno      | Primo turno      | Primo turno |  |  | Ultimo turno | Ultimo turno    | Ultimo turno    | Ultimo turno | Ultimo turno |  |
|  |             |                  |                  |                  |             |  |  |              |                 |                 |              |              |  |
|  | 13          | Yulia Putintseva | Yulia Putintseva | Yulia Putintseva | 0r          |  |  |              |                 |                 |              |              |  |
|  |             | Tereza Smitková  | Tereza Smitková  | Tereza Smitková  | 1           |  |  |              | Tereza Smitková | Tereza Smitková | 2            | 4            |  |
|  | WC          | Natasha Irani    | Natasha Irani    | 2                | 1           |  |  | 14           | Polona Hercog   | Polona Hercog   | 6            | 6            |  |
|  | 14          | Polona Hercog    | Polona Hercog    | 6                | 6           |  |  |              |                 |                 |              |              |  |

### Sezione 2
|  | Primo turno | Primo turno          | Primo turno       | Primo turno | Primo turno |  |  | Ultimo turno      | Ultimo turno      | Ultimo turno      | Ultimo turno | Ultimo turno |  |
|  |             |                      |                   |             |             |  |  |                   |                   |                   |              |              |  |
|  | 2           | Magdaléna Rybáriková | 6                 | 3           | 2           |  |  |                   |                   |                   |              |              |  |
|  |             | Mónica Puig          | 2                 | 6           | 6           |  |  | Mónica Puig       | Mónica Puig       | Mónica Puig       | 6            | 6            |  |
|  |             | Jaroslava Švedova    | Jaroslava Švedova | 7           | 6           |  |  | Jaroslava Švedova | Jaroslava Švedova | Jaroslava Švedova | 4            | 4            |  |
|  | 20          | Tímea Babos          | Tímea Babos       | 65          | 1           |  |  |                   |                   |                   |              |              |  |

### Sezione 3
|  | Primo turno | Primo turno          | Primo turno          | Primo turno | Primo turno |  |  | Ultimo turno | Ultimo turno         | Ultimo turno | Ultimo turno | Ultimo turno |  |
|  |             |                      |                      |             |             |  |  |              |                      |              |              |              |  |
|  | 3           | Mirjana Lučić-Baroni | Mirjana Lučić-Baroni | 6           | 6           |  |  |              |                      |              |              |              |  |
|  | WC          | Katherine Sebov      | Katherine Sebov      | 4           | 1           |  |  | 3            | Mirjana Lučić-Baroni | 6            | 4            | 7            |  |
|  |             | Aljaksandra Sasnovič | Aljaksandra Sasnovič | 7           | 7           |  |  |              | Aljaksandra Sasnovič | 2            | 6            | 64           |  |
|  | 19          | Urszula Radwańska    | Urszula Radwańska    | 5           | 63          |  |  |              |                      |              |              |              |  |

### Sezione 4
|  | Primo turno | Primo turno       | Primo turno       | Primo turno | Primo turno |  |  | Ultimo turno | Ultimo turno      | Ultimo turno      | Ultimo turno | Ultimo turno |  |
|  |             |                   |                   |             |             |  |  |              |                   |                   |              |              |  |
|  | 4           | Lesia Tsurenko    | Lesia Tsurenko    | 6           | 6           |  |  |              |                   |                   |              |              |  |
|  |             | Nicole Gibbs      | Nicole Gibbs      | 4           | 3           |  |  | 4            | Lesia Tsurenko    | Lesia Tsurenko    | 6            | 6            |  |
|  |             | Louisa Chirico    | Louisa Chirico    | 3           | 4           |  |  | 15           | Lara Arruabarrena | Lara Arruabarrena | 1            | 4            |  |
|  | 15          | Lara Arruabarrena | Lara Arruabarrena | 6           | 6           |  |  |              |                   |                   |              |              |  |

### Sezione 5
|  | Primo turno | Primo turno       | Primo turno   | Primo turno | Primo turno |  |  | Ultimo turno | Ultimo turno    | Ultimo turno    | Ultimo turno | Ultimo turno |  |
|  |             |                   |               |             |             |  |  |              |                 |                 |              |              |  |
|  | 5           | Carina Witthöft   | 3             | 6           | 6           |  |  |              |                 |                 |              |              |  |
|  |             | Sesil Karatančeva | 6             | 4           | 4           |  |  | 5            | Carina Witthöft | Carina Witthöft | 6            | 6            |  |
|  |             | Paula Kania       | Paula Kania   | 3           | 2           |  |  | 24           | Magda Linette   | Magda Linette   | 4            | 3            |  |
|  | 24          | Magda Linette     | Magda Linette | 6           | 6           |  |  |              |                 |                 |              |              |  |

### Sezione 6
|  | Primo turno | Primo turno       | Primo turno       | Primo turno | Primo turno |  |  | Ultimo turno | Ultimo turno      | Ultimo turno | Ultimo turno | Ultimo turno |  |
|  |             |                   |                   |             |             |  |  |              |                   |              |              |              |  |
|  | 6           | Heather Watson    | Heather Watson    | 6           | 6           |  |  |              |                   |              |              |              |  |
|  |             | Elena Vesnina     | Elena Vesnina     | 4           | 0           |  |  | 6            | Heather Watson    | 6            | 3            | 6            |  |
|  | WC          | Heidi El Tabakh   | Heidi El Tabakh   | 4           | 2           |  |  | 16           | Jarmila Gajdošová | 1            | 6            | 2            |  |
|  | 16          | Jarmila Gajdošová | Jarmila Gajdošová | 6           | 6           |  |  |              |                   |              |              |              |  |

### Sezione 7
|  | Primo turno | Primo turno                  | Primo turno                  | Primo turno | Primo turno |  |  | Ultimo turno | Ultimo turno         | Ultimo turno         | Ultimo turno | Ultimo turno |  |
|  |             |                              |                              |             |             |  |  |              |                      |                      |              |              |  |
|  | 7           | Lucie Hradecká               | 64                           | 7           | 6           |  |  |              |                      |                      |              |              |  |
|  |             | Alla Kudrjavceva             | 7                            | 6(1)        | 78          |  |  |              | Alla Kudrjavceva     | Alla Kudrjavceva     | 2            | 3            |  |
|  | WC          | Charlotte Robillard-Millette | Charlotte Robillard-Millette | 4           | 3           |  |  | 23           | Mariana Duque-Mariño | Mariana Duque-Mariño | 6            | 6            |  |
|  | 23          | Mariana Duque-Mariño         | Mariana Duque-Mariño         | 6           | 6           |  |  |              |                      |                      |              |              |  |

### Sezione 8
|  | Primo turno | Primo turno           | Primo turno           | Primo turno | Primo turno |  |  | Ultimo turno | Ultimo turno     | Ultimo turno | Ultimo turno | Ultimo turno |  |
|  |             |                       |                       |             |             |  |  |              |                  |              |              |              |  |
|  | 8           | Julia Görges          | Julia Görges          | 6           | 7           |  |  |              |                  |              |              |              |  |
|  |             | Bethanie Mattek-Sands | Bethanie Mattek-Sands | 3           | 63          |  |  | 8            | Julia Görges     | 6            | 3            | 64           |  |
|  |             | Donna Vekić           | 6                     | 4           | 5           |  |  | 25           | Yanina Wickmayer | 0            | 6            | 7            |  |
|  | 25          | Yanina Wickmayer      | 1                     | 6           | 7           |  |  |              |                  |              |              |              |  |

### Sezione 9
|  | Primo turno | Primo turno     | Primo turno     | Primo turno | Primo turno |  |  | Ultimo turno | Ultimo turno    | Ultimo turno    | Ultimo turno | Ultimo turno |  |
|  |             |                 |                 |             |             |  |  |              |                 |                 |              |              |  |
|  | 9           | Casey Dellacqua | Casey Dellacqua | 6           | 6           |  |  |              |                 |                 |              |              |  |
|  |             | Tamira Paszek   | Tamira Paszek   | 4           | 4           |  |  | 9            | Casey Dellacqua | Casey Dellacqua | 3            | 4            |  |
|  |             | Misaki Doi      | Misaki Doi      | 6           | 7           |  |  |              | Misaki Doi      | Misaki Doi      | 6            | 6            |  |
|  | 22          | Ana Konjuh      | Ana Konjuh      | 2           | 64          |  |  |              |                 |                 |              |              |  |

### Sezione 10
|  | Primo turno | Primo turno    | Primo turno    | Primo turno | Primo turno |  |  | Ultimo turno | Ultimo turno   | Ultimo turno   | Ultimo turno | Ultimo turno |  |
|  |             |                |                |             |             |  |  |              |                |                |              |              |  |
|  | 10          | Mona Barthel   | Mona Barthel   | 6           | 7           |  |  |              |                |                |              |              |  |
|  |             | Shahar Peer    | Shahar Peer    | 3           | 64          |  |  | 10           | Mona Barthel   | Mona Barthel   | 3            | 3            |  |
|  |             | Anna Tatišvili | Anna Tatišvili | 6           | 6           |  |  |              | Anna Tatišvili | Anna Tatišvili | 6            | 6            |  |
|  | 21          | Lauren Davis   | Lauren Davis   | 4           | 4           |  |  |              |                |                |              |              |  |

### Sezione 11
|  | Primo turno | Primo turno       | Primo turno       | Primo turno | Primo turno |  |  | Ultimo turno | Ultimo turno    | Ultimo turno | Ultimo turno | Ultimo turno |  |
|  |             |                   |                   |             |             |  |  |              |                 |              |              |              |  |
|  | 11          | Aleksandra Krunić | Aleksandra Krunić | 5           | 1           |  |  |              |                 |              |              |              |  |
|  | Alt         | Julia Glushko     | Julia Glushko     | 7           | 6           |  |  | Alt          | Julia Glushko   | 0            | 6            | 3            |  |
|  | WC          | Bianca Andreescu  | Bianca Andreescu  | 5           | 0           |  |  | 18           | Ol'ga Govorcova | 6            | 2            | 6            |  |
|  | 18          | Ol'ga Govorcova   | Ol'ga Govorcova   | 7           | 6           |  |  |              |                 |              |              |              |  |

### Sezione 12
|  | Primo turno | Primo turno      | Primo turno    | Primo turno | Primo turno |  |  | Ultimo turno | Ultimo turno     | Ultimo turno     | Ultimo turno | Ultimo turno |  |
|  |             |                  |                |             |             |  |  |              |                  |                  |              |              |  |
|  | 12          | Ajla Tomljanović | 2              | 6           | 6           |  |  |              |                  |                  |              |              |  |
|  |             | Sachia Vickery   | 6              | 4           | 2           |  |  | 12           | Ajla Tomljanović | Ajla Tomljanović | 1            | 2            |  |
|  | WC          | Sharon Fichman   | Sharon Fichman | 3           | 1           |  |  | 17           | Irina Falconi    | Irina Falconi    | 6            | 6            |  |
|  | 17          | Irina Falconi    | Irina Falconi  | 6           | 6           |  |  |              |                  |                  |              |              |  |